# 乔治·亨格福德
乔治·亨格福德（英語：George Hungerford，1944年1月2日—），加拿大男子赛艇运动员。他曾代表加拿大参加1964年夏季奥林匹克运动会赛艇比赛，获得男子双人单桨无舵手金牌。